# White Star Line
A Oceanic Steam Navigation Company, mais conhecida como White Star Line, foi uma companhia britânica de transporte marítimo que operou desde a metade do século XIX até meados do século XX. Ela se concentrava principalmente na operação de grandes navios transatlânticos em rotas entre o Reino Unido e a América do Norte, porém também possuía um certo número de embarcações que realizavam viagens para outras partes do mundo, principalmente Austrália e Nova Zelândia.
A White Star Line foi fundada em 1845 por John Pilkington e Henry Threlfall Wilson e começou seus serviços transportando imigrantes para a Austrália a bordo de pequenos navios. A empresa acabou entrando em falência e foi comprada em 1867 por Thomas Henry Ismay, que a renomeou oficialmente para Oceanic Steam Navigation Company, mas mesmo assim manteve as atividades comerciais sob o antigo nome. Ela então passou a se especializar no transporte de passageiros em luxuosas embarcações transatlânticas, começando pela Classe Oceanic na década de 1860. A White Star gradualmente ganhou prestígio internacional enquanto vários de seus navios batiam recordes de tamanho e ganhavam a Flâmula Azul de viagem mais rápida. Thomas Ismay morreu em 1899 e foi sucedido no comando da companhia por seu filho Joseph Bruce Ismay, que se juntou em 1902 à International Mercantile Marine Company do banqueiro norte-americano John Pierpont Morgan.
A empresa continuou a encomendar novos navios, construídos principalmente pelos estaleiros irlandeses da Harland and Wolff, deixando a velocidade de lado para se focar cada vez mais em tamanho e conforto. Essa ideologia foi aplicada na construção dos Big Four e principalmente na Classe Olympic. O naufrágio do RMS Titanic em abril de 1912 colocou a opinião pública contra a White Star Line e acabou levando a saída de Bruce Ismay da presidência. A companhia também perdeu diversos navios durante a Primeira Guerra Mundial, porém mesmo assim conseguiu se manter ativa pela década de 1920.
A White Star se separou da International Mercantile em 1927 e foi adquirida por lorde Owen Philipps, 1.º Barão Kylsant, junto com a Royal Mail Steam Packet Company, se tornando o maior grupo de transporte marítimo do mundo. A má gestão de Kylsant enfraqueceu a empresa, que acabou duramente atingida pela Grande Depressão. A White Star tentou vender muitos de seus navios a fim de se salvar e acabou sendo fundida em 1934 com sua rival Cunard Line, formando a Cunard-White Star Line. A empresa foi absorvida inteiramente pela Cunard em 1949, com seu último navio o MV Britannic sendo desmontado em 1960.

## História

### Primeira White Star
John Pilkington e Henry Threlfall Wilson, dois jovens que começaram suas carreiras náuticas na área de desmontagem de embarcações, criaram em 1845 uma empresa de fretamento de navios com sede em Liverpool, Reino Unido. No ano seguinte eles fretaram o brigue Elizabeth e lançaram em 26 de setembro sua primeira viagem para Montreal no Canadá. Pilkington e Wilson em seguida se engajaram no transporte de imigrantes para Nova Iorque nos Estados Unidos, continuando a utilizar embarcações fretadas. Em 1849 eles adquiriram seu primeiro navio próprio, um veleiro chamado Iowa, começando pouco depois a promover sua companhia como a "White Star Line of Boston Packets".

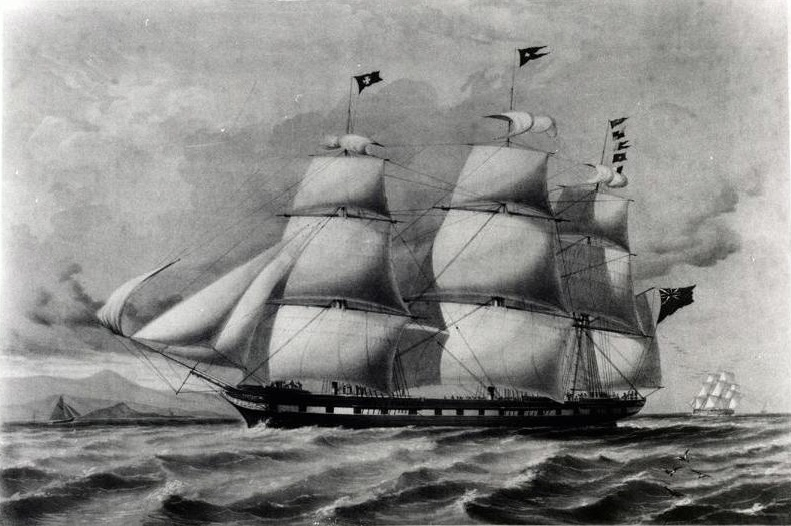
O Tayleur, um dos primeiros navios fretados pela White Star e seu primeiro naufrágio.

Pilkington e Wilson continuaram a adquirir mais embarcações, se beneficiando em 1851 da recente descoberta de ouro na Austrália. Muitas pessoas começaram a desejar imigrar para o país para participarem da resultante corrida do ouro, com a população local crescendo de 430 mil para 1,7 milhões de habitantes em apenas três anos. A essa altura os dois homens começaram também a enfatizar a segurança de seus navios. Além disso, grupos musicais foram sendo colocados nas embarcações a fim de tornarem mais agradáveis as austeras viagens nos veleiros de madeira. Como parte do negócio, a velocidade e o tamanho dos navios ficaram mais importantes. A empresa fretou em 1853 o RMS Tayleur, com Pilkington e Wilson realizando grandes apostas nele.
Essas esperanças logo foram decepcionadas. O Tayleur deixou Liverpool em 19 de janeiro de 1854 para sua viagem inaugural, porém logo ficou claro que seus equipamentos eram defeituosos e que sua tripulação em sua maior parte era incompetente para operá-lo de maneira adequada. O navio acabou batendo em rochas dois dias depois perto da costa da Irlanda e afundou, com aproximadamente metade das pessoas abordo morrendo. O naufrágio causou grande impacto na mídia, porém a maior parte da culpa caiu sobre a dona da embarcação a Charles Moore & Company, que não havia tomado as precauções necessárias antes do navio entrar em serviço, muito menos realizado testes marítimos. Isso permitiu que a White Star Line e o capitão John Noble saíssem ilesos do acidente.
Para compensar a perda financeira causada pelo Tayleur, a White Star comandou vários clippers, com o primeiro sendo o Red Jacket. O navio mostrou-se eficiente o bastante na linha australiana para garantir algum sucesso para a empresa, permitindo o fretamento de navios maiores e mais rápidos como o Shalimar, Sultana, Emma e White Star.
Entretanto, a companhia perdeu contratos postais em 1856 e Wilson insistiu no investimento de navios cada vez maiores a fim de manter a atenção do público. Pilkington tinha suas dúvidas e pouco depois deixou a empresa. Wilson o substituiu por James Chambers, renomeando a firma para H. T. Wilson & Chambers. A White Star continuou seus negócios apostando tudo em navios à vela, enquanto seus rivais diretos da Black Ball Line e Eagles Line se fundiram em 1858 para manterem-se na ativa após dificuldades causadas pelo advento da implementação de navios a vapor. Wilson durante esses anos prestou atenção no fluxo migratório, dirigindo de acordo as linhas da empresa para o Canadá ou para a Nova Zelândia. A White Star fretou em 1863 seu primeiro navio a vapor: o Royal Standard.
No ano seguinte, com o objetivo de melhorar suas linhas australianas, a White Star tentou se fundir com a Black Ball Line e a Eagles Line para formar a Oriental Navigation Company Limited, porém rumores de peculato acabaram frustrando o projeto. Uma nova tentativa de fusão, desta vez chamada de Liverpool, Melbourne and Oriental Steam Navigation Company Limited, sofreu um destino similar. Enquanto isso, a White Star sob o comando de Wilson contraiu vários empréstimos de grandes valores em diversos bancos para continuar a financiar novos navios, incluindo seu segundo vapor chamado Sirius. Desta vez, Chambers também ficou preocupado e deixou a companhia, sendo substituído por John Cunningham, porém o negócio não melhorou muito e a embarcação precisou ser vendida antes mesmo de entrar em serviço.
Em 1867, a dívida cada vez maior que empresa tinha com o Banco Real de Liverpool chegou em 527 mil libras esterlinas, um valor astronômico para a época e um praticamente impossível de ser pago. Os ativos da White Star foram liquidados ainda no mesmo ano e ela oficialmente declarou falência pouco depois. Sua bandeira e nome foram vendidos pelo valor de apenas mil libras e comprados pelo jovem empresário naval inglês Thomas Henry Ismay.

### Reinício

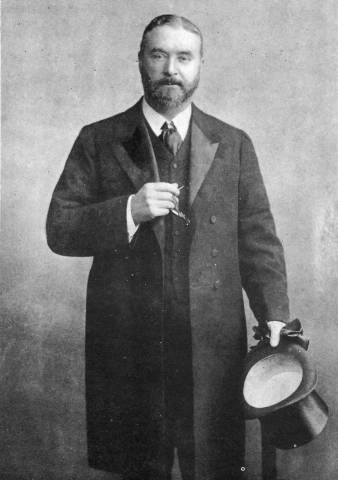
Thomas Henry Ismay comprou a marca White Star apôs a falência.

A compra da marca White Star Line foi finalizada em 18 de janeiro de 1868. Ismay já era dono de uma empresa de navegação chamada T. H. Ismay & Company, com todos os navios desta sendo transferidos para a nova White Star. Não demorou muito para embarcações com a bandeira da empresa começarem a voltar a navegar por todo o mundo. Ismay rapidamente desenvolveu a ambição de empregar tanto os veleiros quantos os novos navios a vapor, querendo modernizar completamente seu negócio. Foi nessa época que o comerciante teuto-britânico Gustav Christian Schwabese se ofereceu para financiar a iniciativa. Sua condição foi para que todas as novas embarcações da White Star fossem construídas pelos estaleiros da Harland and Wolff em Belfast, Irlanda, cujo sobrinho Gustav Wolff era um dos fundadores. Um acordo entre as duas empresas foi feito rapidamente para a construção de seis navios.
Uma nova empresa chamada Oceanic Steam Navigation Company foi criada em 6 de setembro de 1869 a fim de gerir esses novos navios, possuindo um capital de quatrocentas mil libras. O conjunto era administrado tanto pela T. H. Ismay & Company quanto por George Hamilton Fletcher, um novo parceiro de Ismay. William Imrie, amigo de Ismay, se juntou à empresa em 1870 e colocou a Oceanic sob a tutela de uma nova firma, a Ismay, Imrie and Company. Apesar dessa complexa organização de negócios, a companhia permaneceu conhecida pelo público e divulgada durante toda sua existência sob o nome de White Star Line. Logo surgiu a questão sobre qual linha Ismay lançaria seus novos navios e serviços. Em 1870, quatro empresas estavam firmemente estabelecidas na rota Nova Iorque–Liverpool: a Cunard Line, a Guion Line, a Inman Line e a mais modesta National Line. As características dos navios encomendados junto com a Harland and Wolff convencem Ismay de se arriscar e apostar no Atlântico Norte.
O RMS Oceanic, primeira embarcação da nova White Star, foi lançado em 27 de agosto de 1870. A viagem inaugural foi marcada para março de 1871, com outras cinco embarcações sendo anunciadas para o anos seguintes: inicialmente o SS Atlantic, SS Baltic e SS Republic, seguidos pelo SS Adriatic e SS Celtic, com estes dois últimos sendo ligeiramente maiores que os primeiros. A chegada do Oceanic causou grande rebuliço por seu tamanho, perfil inovador e instalações luxuosas para a época, incluindo casas de banho e cadeiras individuais nas salas de jantar ao invés de grandes bancos. Sua chegada em Nova Iorque no final de sua primeira viagem atraiu cinquenta mil espectadores. Apesar disso, o negócio no Atlântico era muito concorrido e a White Star precisou lutar para atrair passageiros de seus rivais. A empresa só consolidou seu lugar no mercado em 1872, quando o Adriatic ganhou a Flâmula Azul de travessia transatlântica mais rápida.

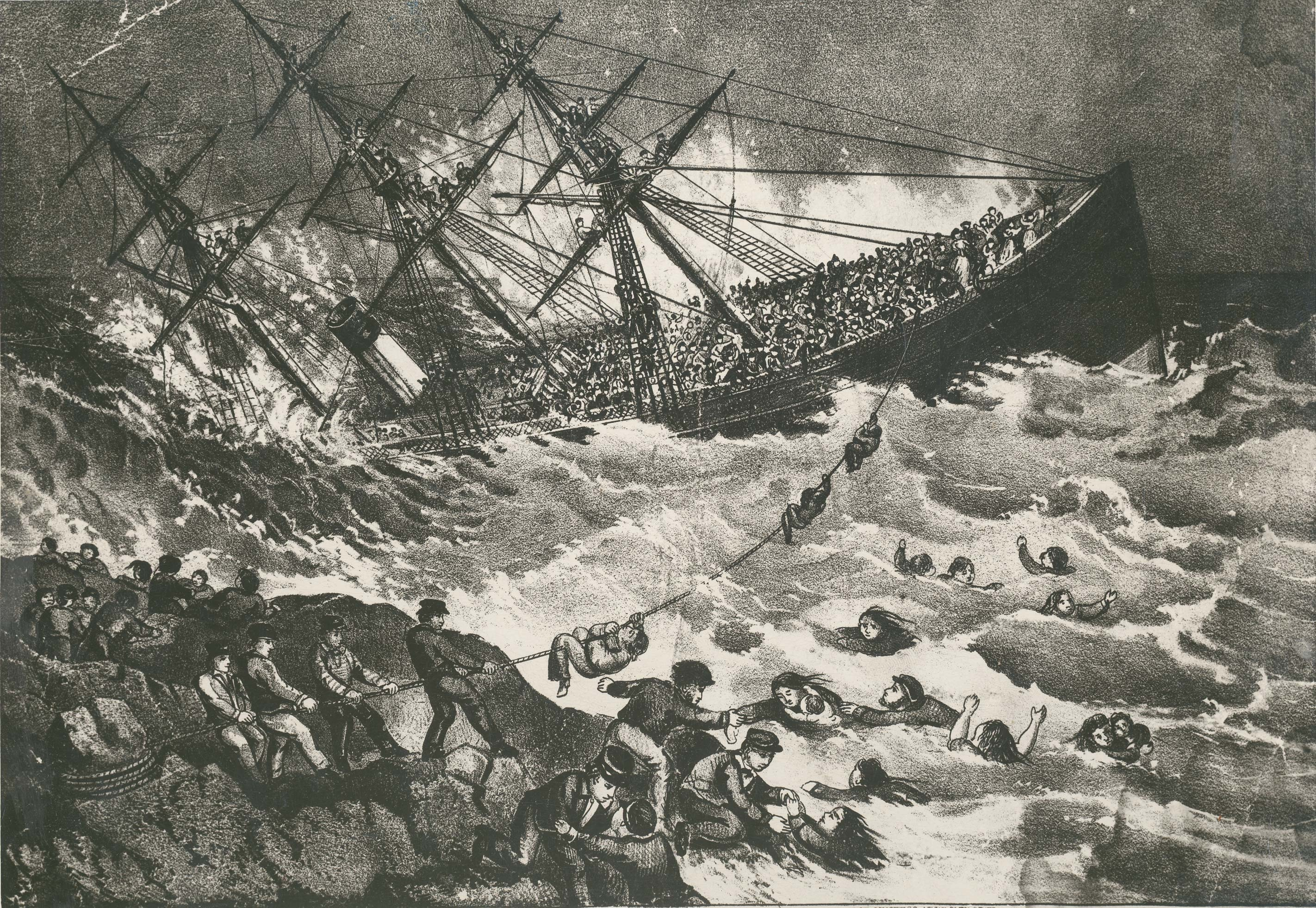
Litografia contemporânea do naufrágio do Atlantic em abril de 1873.

A nova White Star Line não se concentrou apenas no serviço transatlântico. Ela comprou em 1871 os navios ainda em construção SS Asiatic e o SS Tropic, confirmando a tradição da companhia de nomear seus navios terminando com as letras "ic". Essas embarcações foram inicialmente colocadas na linha para a Índia através do Canal de Suez, porém o serviço mostrou-se pouco lucrativo. Depois dos seis navios da Classe Oceanic e outros cinco que foram o suficiente para estabelecer viagens semanais, Ismay decidiu juntar o Republic com o Asiatic e o Tropic, além de outros dois novos chamados SS Gaelic e SS Belgic, em uma linha para a América do Sul a fim de competir com a Pacific Steam Navigation Company. O Republic realizou um único cruzamento bem sucedido nessa rota, porém logo em seguida voltou para as viagens no Atlântico Norte, com seus outros companheiros logo sofrendo o mesmo destino. A linha sul-americana continuou a ser fornecida, porém com navios menores, enquanto William Imrie aos poucos foi dedicando a maior parte de seu tempo para outra empresa separada, a North Western Shipping Company.
Esse período também marcou a primeira tragédia da nova encarnação da White Star Line. O Atlantic estava seguindo para Nova Iorque na noite de 31 de março de 1873, porém a tripulação temia a escassez de carvão e assim o capitão decidiu ir para Halifax no Canadá através de uma rota nunca antes utilizada. O mar estava agitado na madrugada de 1º de abril e o navio acabou batendo em rochas e começou a afundar. Vários marinheiros conseguiram nadar até a costa e estender cordas, por onde alguns passageiros conseguiram se salvar. Mesmo assim, o naufrágio causou 585 mortes de um total de 952 pessoas a bordo, com apenas homens sobrevivendo. A perda do Atlantic foi o maior desastre marítimo na história até então.
O naufrágio um golpe duro contra a White Star, que foi acusada de não fornecer carvão suficiente para a embarcação, enquanto seu capitão foi penalizado por ter agido de maneira irresponsável. A empresa foi inocentada de culpa em janeiro de 1874. O Atlantic foi rapidamente retirado de todos os anúncios da White Star, porém não foi esquecido. Ismay contribuiu pessoalmente para as finanças corporativas e manutenção das sepulturas das vítimas, com um monumento ao naufrágio sendo inaugurado em 1915. O Asiatic e o Tropic foram depois vendidos com o objetivo de preservar a saúde financeira da companhia. O Republic foi colocado para preencher a rota.

### Diversificação
A White Star continuou a expandir suas operações no Atlântico Norte mesmo com o naufrágio do Atlantic. O SS Gaelic e o SS Belgic juntaram-se às cinco embarcações restantes da Classe Oceanic, garantindo o contínuo sucesso da empresa. Entretanto, as rivais da White Star também lançaram navios novos: a Cunard lançou o SS Abyssinia e o SS Parthia, a Inman colocou em serviço o SS City of Brussels, enquanto a Guion estreou o SS Montana e o SS Dakota. Todos estes eram maiores que as embarcações da White Star, que consequentemente injetou maior capital na construção de navios para poder competir.

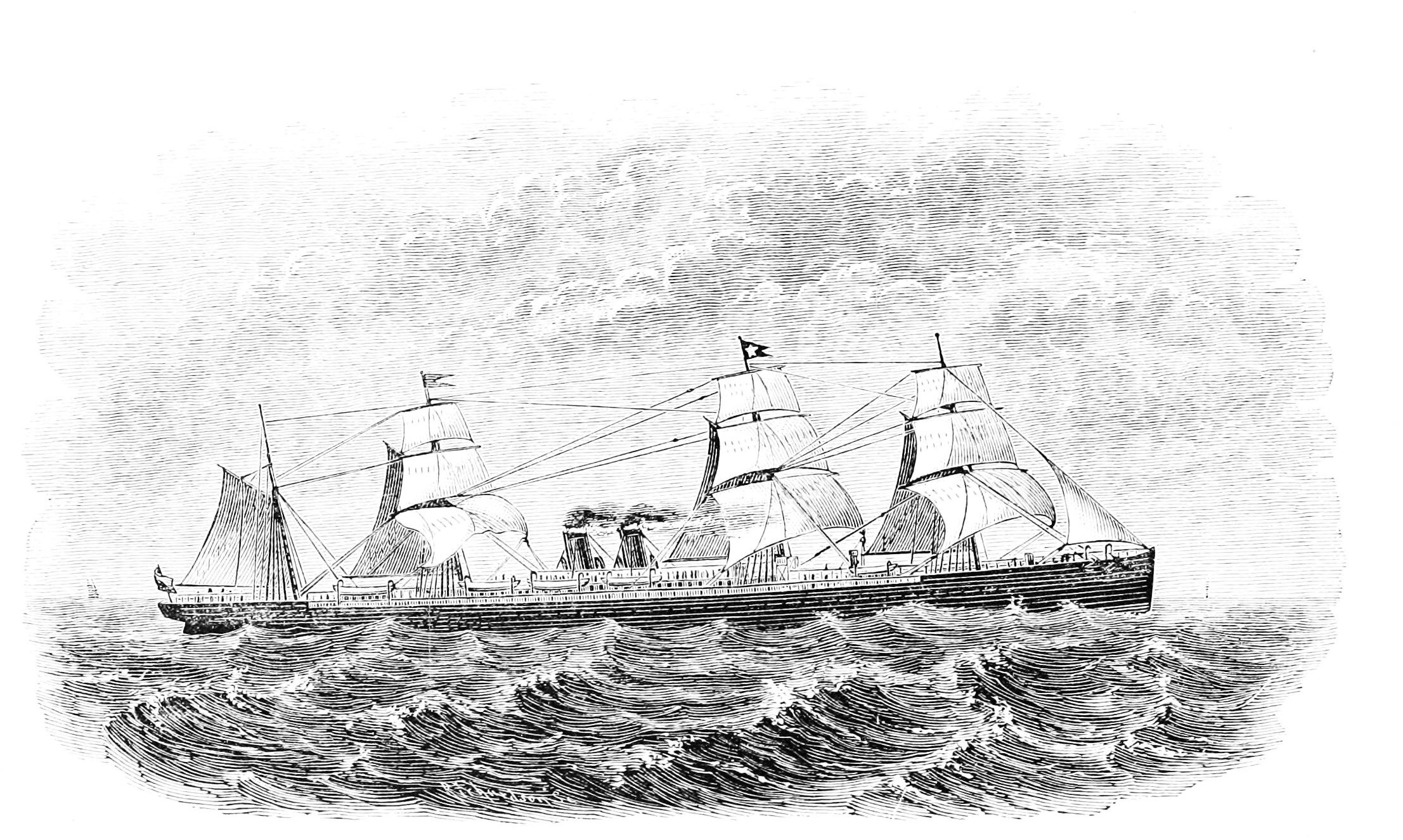
O Britannic, um dos navios mais bem sucedidos e longevos da White Star.

Os dois navios resultantes do projeto de expansão começaram a ser construídos rapidamente: o Hellenic (rebatizado de SS Britannic ainda na construção) e o SS Germanic. Eles eram versões ampliadas das embarcações da Classe Oceanic e também foram pensados a fim de conquistarem novos recordes de velocidade. Os dois entraram em serviço respectivamente em 1874 e 1875, conquistando em sequência a Flâmula Azul, com o Germanic mantendo o prêmio durante cinco anos a partir de 1877. A White Star neste mesmo ano compartilhou contratos postais do governo britânico no Atlântico junto com a Cunard, permitindo que certos navios de ambas as empresas adquirissem o prefixo de Royal Mail Ship (RMS).
O Britannic e o Germanic mostraram-se investimentos de sucesso e duradouros, permanecendo em serviço pela empresa até o final do século sem que seus desempenhos sofressem grandes quedas. O Germanic mostrou-se particularmente longevo, continuando sua carreira no século XX até 1950, porém a partir de 1910 sob bandeira turca.
A chegada do Britannic e Germanic criou um excedente de navios no Atlântico Norte para a White Star. Ao mesmo tempo, George Bradbury, presidente da Occidental and Oriental Steamship Company, companhia formada em 1874 com o objetivo de enfrentar a Pacific Mail Steamship Company, buscou a ajuda de Ismay para o estabelecimento de seu novo serviço. A White Star emprestou o Oceanic, que já era considerado sem utilidade, assim como o Gaelic e o Belgic. Esta iniciativa provou-se rentável, já que o Oceanic permaneceu na linha São Francisco–Hong Kong até 1895. Novos navios foram gradualmente colocados em serviço na década de 1880, começando pelo SS Arabic e SS Coptic em 1881. Estes e outros navios trabalhavam nas rotas transatlântica e pacífica. A parceria com a Occidental and Oriental durou até 1906, quando a White Star vendeu o Coptic. A Occidental and Oriental desapareceu dois anos depois por não conseguir competir em igualdade com a Pacific Mail.
A companhia Shaw, Savill & Albion Line surgiu em 1882 e decidiu abrir uma linha para a Nova Zelândia, mas não possuía experiência suficiente. A White Star se propôs a prestar um serviço conjunto. Ela forneceu no começo de 1884 o Coptic, o SS Doric e o SS Ionic para a linha, enquanto a Shaw, Savill & Albion colocou o SS Arawa e o SS Tainui. Os navios faziam sua jornada de ida passando pela Austrália, enquanto na volta usavam o Canal do Panamá. As embarcações desses serviço conjunto foram renovadas a partir de 1902 com a chegada do SS Athenic, SS Corinthic e um segundo SS Ionic, que foram operados até a década de 1930. A conexão entre as duas empresas foi forte: mesmo depois do fim da White Star, a Shaw, Savill & Albion continuou a usar o sufixo "ic" nos nomes de seus navios.
A diversificação das atividades da empresa também envolveu a evolução de seus equipamentos. A companhia de transporte de carga North Western Shipping Co. desapareceu gradualmente na segunda metade do século XIX, com a White Star adquirindo seus navios para usá-los no transporte de gado vivo. Assim, o SS Cufic foi lançado em 1888 seguido no ano seguinte pelo SS Runic. Sucederam-se outras embarcações dessa finalidade na década de 1890, incluindo os irmãos SS Bovic e SS Naronic. Este último ficou famoso depois de desaparecer misteriosamente com todas as pessoas a bordo mais de um ano depois de sua viagem inaugural. Dois outros transportadores de gado, o SS Cevic e o SS Georgic, foram construídos em 1894 e 1895 antes da White Star dar por encerrado esse tipo de negócio.

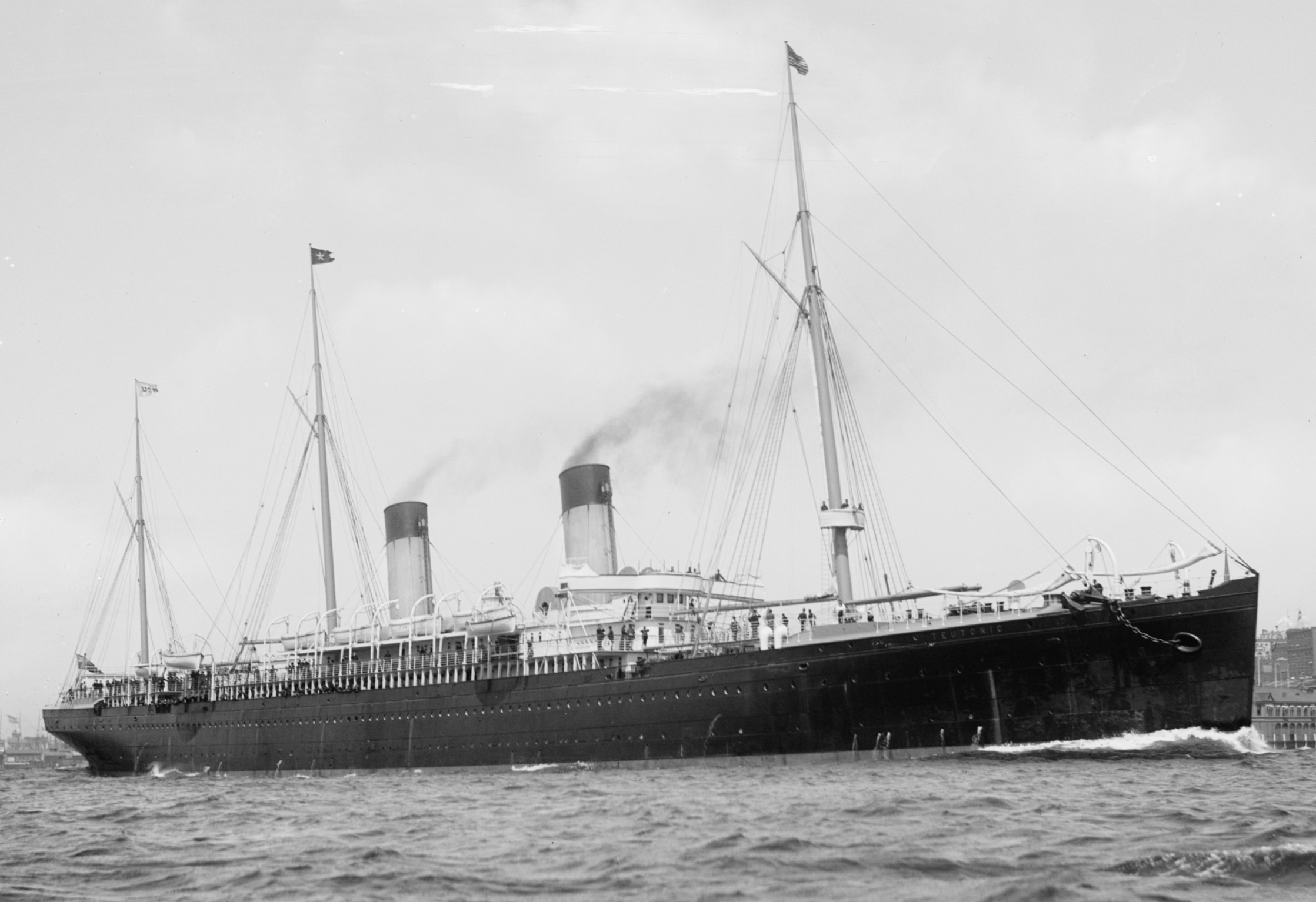
O Teutonic, que foi subsidiado pelo Almirantado Britânico para ser usado como cruzador auxiliar em caso de conflito.

O serviço transatlântico da White Star já tinha provado sua eficácia por volta de 1885. Assim, os acionistas da empresa se encontraram a bordo do Adriatic, ancorado na ocasião no rio Mersey em Liverpool, para um jantar de gala em homenagem aos diretores da empresa. Ismay recebeu os acionistas oferecendo um serviço muito luxuoso e com muita prataria. Foi nesse mesmo período que ele propôs ao Almirantado Britânico que este pagasse à White Star um subsídio para a construção de navios que atendiam a certas especificações e que assim poderiam ser facilmente requisitados para o serviço militar. Este projeto foi aprovado rapidamente. A primeira embarcação aprovada nesse contexto foi o RMS Teutonic, que teve sua construção iniciada em 1887.
Este novo navio foi uma substituição oportuna da já envelhecida Classe Oceanic, particularmente do Baltic e do Republic, que foram vendidos no final da década de 1880. Enquanto isso, a concorrência ficou cada vez mais feroz, particularmente devido o advento das novas embarcações da Inman: o SS City of New York e o SS City of Paris. Um novo nível de luxuosidade foi oferecido aos passageiros com o Teutonic, com o principal ponto sendo que agora haviam cabines individuais para todos os passageiros. Além disso, o navio foi uma oportunidade para experimentar inovações técnicas: ele não possuía mais velas e foi a primeira embarcação da White Star a ser impulsionada por duas hélices em vez de uma. O Teutonic entrou em serviço em tempo para participar em agosto de 1889 das celebrações do jubileu de ouro da rainha Vitória, muito impressionando o imperador Guilherme II da Alemanha, que passou a desejar que os navios de seu país também fossem pensados como possíveis cruzadores auxiliares. O RMS Majestic, irmão do Teutonic, foi lançado em 1890 e novamente fora subsidiado pelo Almirantado (entretanto, em sua carreira de 24 anos ele jamais chegou a servir na função de cruzador auxiliar). As duas embarcações foram grandes sucessos no Atlântico Norte. Ambos conquistaram a Flâmula Azul consecutivamente; estes foram os últimos navios da White Star a conquistar o prêmio de velocidade.
Nesse período também houve o surgimento da segunda classe a bordo das embarcações. Anteriormente, os navios tinham apenas duas classes: a "cabine" (equivalente à primeira classe) e a "entreponto" (equivalente à terceira). Uma classe intermediária se fez necessária no final do século XIX para atender turistas, engenheiros, acadêmicos e outros. O Britannic e o Germanic passaram por reformas no final da década de 1890 para que pudessem permanecer adaptados ao mercado.
Houve nessa época mudanças na gestão da White Star. Em 1 de janeiro de 1891, os dois filhos de Ismay, James e Joseph Bruce Ismay, juntaram-se a Ismay, Imrie and Company. Isto permitiu que Thomas Ismay saísse da sociedade, porém ele mesmo assim continuou na presidência da empresa e ainda influenciava as decisões. O final do século permitiu que a White Star retornasse depois de anos para a Austrália. Em 1899 estrearam as embarcações da Classe Jubileu, navios projetados para servirem tanto na Austrália quanto na Colônia do Cabo. No mesmo ano a companhia colocou em serviço o primeiro navio que tinha o objetivo de renovar sua frota envelhecida: o RMS Oceanic. Este foi o último navio da empresa antes da morte de Thomas Ismay em novembro de 1899. O Oceanic era particularmente luxuoso e foi a primeira embarcação do mundo a superar o SS Great Eastern em comprimento. Um sinal de mudança na política da empresa foi o fato do navio ter sido construído sem que grande importância fosse dada para sua velocidade.

### International Mercantile Marine Co.

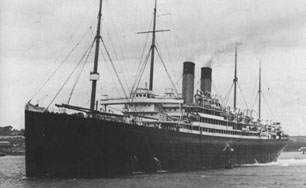
O Celtic, o primeiro dos Big Four.

Com a morte de Thomas Ismay, seu filho Bruce Ismay assumiu o comando da empresa. Ele foi acompanhado na diretoria da Ismay, Imrie and Company por seu amigo Harold Sanderson, além dos membros antigos, William Imrie e James Ismay. A White Star rapidamente se envolveu na Segunda Guerra dos Bôeres, com muitos de suas embarcações sendo requisitadas para o serviço militar, começando pelo navio de carga SS Nomadic em outubro de 1899. No total, dez navios da White Star se juntaram ao esforço de guerra, seis deles como parte do serviço regular. Aproximadamente 17 mil homens e quatro mil animais foram enviados para as zonas de conflito a bordo de embarcações da empresa em período de dois anos.
Em 1901 foi lançado o RMS Celtic, o último projeto aprovado por Thomas Ismay e o primeiro navio a superar o Great Eastern em tonelagem. Esta embarcação era capaz de transportar quase três mil passageiros e foi com ela que a White Star retirou-se definitivamente da corrida pela Flâmula Azul, em vez disso concentrando seus esforços em conforto, luxo e segurança, algo que também acarretava uma economia considerável em combustível. O sucesso do Celtic com o público confirmou a aposta de Ismay e incentivou a diretoria da empresa a continuar com essa filosofia. Outros três navios do mesmo padrão se seguiram, cada um mais imponente que o anterior: o RMS Cedric em 1903, o RMS Baltic em 1904 e o RMS Adriatic em 1907. Estas quatro embarcações foram apelidadas de Big Four.
No mesmo período houve também a chegada do último navio da Classe Jubileu, o SS Suevic, que foi outro sucesso na rota para a Austrália. Este serviço foi perturbado em 1907 por um acidente com o Suevic, que encalhou em rochas e precisou ser cortado em dois para poder ser resgatado. A operação de corte e salvamento foi bem sucedida, o que permitiu que o navio ganhasse uma nova proa e continuasse sua carreira alguns anos depois. As atividades conjuntas da White Star com a Shaw, Savill & Albion se fortaleceram com a chegada de novas embarcações para a rota da Nova Zelândia. Esses navios, pertencentes à Classe Athenic, permaneceram em serviço até a década de 1920.

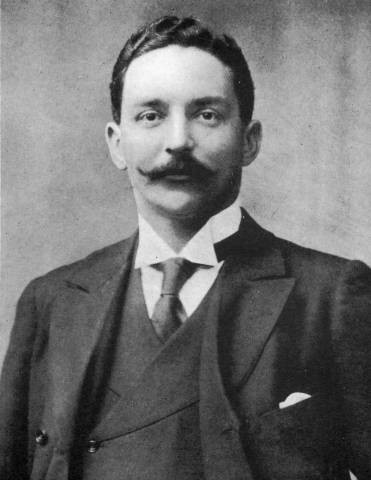
Joseph Bruce Ismay assumiu a presidência da White Star após a morte de seu pai em 1899.

A White Star foi adquirida em 1902 pela International Mercantile Marine Co. (IMM), um truste criado pelo banqueiro americano John Pierpont Morgan. Seu objetivo era obter o monopólio do transporte marítimo no Oceano Atlântico ao comprar várias empresas e realizar acordos com as alemãs Hamburg-Amerika Linie e Norddeutscher Lloyd. A compra da White Star foi sua principal aquisição. Para conseguir fechar o negócio, Morgan prometeu aos acionistas pagar-lhes dez vezes os lucros gerados pela empresa em 1900, um ano particularmente bom. A família Ismay estava inicialmente relutante em aceitar a venda, com todos estando cientes que Thomas Ismay seria fortemente contra a ideia caso ainda estivesse vivo. Entretanto, por fim, Bruce Ismay concordou com o desejo geral dos acionistas. Isso fez com que seu irmão James e outros cinco diretores da Ismay, Imrie & Co. saíssem da empresa, deixando apenas Ismay e Sanderson na liderança. Os dois rapidamente se juntaram a William Pirrie, presidente dos estaleiros da Harland and Wolff em Belfast, onde todos os navios da White Star eram construídos. Ismay e Pirrie também foram colocados entre os treze diretores da IMM.
Entretanto, os navios da White Star permaneceram britânicos, continuando com a mesma bandeira, portos de registro e tripulações. A lei dos Estados Unidos impedia que empresas norte-americanas operassem navios construídos fora do país. Essa lei muito incomodava Morgan, porém as embarcações britânicas eram mais baratas de serem operadas. No ano de sua aquisição, a White Star, cujos novos navios tinham capturado uma parcela considerável dos fluxos imigratórios transatlânticos, transportou 29.833 passageiros. Seus números foram aproximadamente de três mil passageiros a mais que os da Cunard, porém ainda assim ficou abaixo das duas concorrentes alemãs. Em resposta ao perigo de monopólio, o governo britânico financiou as duas embarcações seguintes da Cunard, o RMS Mauretania e o RMS Lusitania, com o objetivo de impedir que a empresa também entrasse no truste.
Apesar dos bons resultados da White Star, a IMM enfrentou dificuldades e precisou lutar para pagar suas dívidas. Foram necessários grandes esforços a fim de estabelecer a IMM, esforços que Clement Griscom, presidente do conglomerado, achou que não era capaz de realizar. Ismay recebeu em 1904 a oferta para substituí-lo, aceitando com relutância e enquanto apenas tivesse o apoio de Morgan, preferindo na focar sua atenção e interesses apenas na empresa de sua família.
A integração com a IMM fez com que a White Star realizasse uma reorganização de sua frota. Dessa forma, navios como o Germanic foram vendidos para empresas de confiança, enquanto a Leyland Line cedeu várias embarcações de carga com o objetivo de fortalecer o ramo de transporte de mercadorias da White Star. A empresa também recuperou as linhas da Dominion Line entre Boston e o mar Mediterrâneo, além dos navios que realizavam o serviço, que foram renomeados para RMS Republic, SS Cretic, SS Canopic e SS Romanic. O Republic colidiu em 1909 com o SS Florida da Lloyd Italiano e afundou. Seu naufrágio teve apenas cinco vítimas graças a intervenção do Baltic, algo que provou a utilidade da telegrafia sem fio. Depois disso, a White Star foi progressivamente instalando telégrafos em todas as suas embarcações.
A White Star decidiu em 1907 mudar o ponto de partida de seu serviço transatlântico de Liverpool para Southampton. Isso tinha a vantagem de permitir uma escala em Cherbourg-Octeville na França e, dessa forma, embarcar mais passageiros. Esta nova rota é inicialmente servida pelo Teutonic, Majestic, Oceanic e Adriatic, este último sendo o mais lento, porém o que podia transportar um maior número de pessoas. A balsa SS Gallic foi comprada com o objetivo de ajudar no embarque de passageiros na parada francesa. Entretanto, este arranjo era apenas temporário, pois a White Star já estava planejando a chegada de três navios muito maiores e mais rápidos a fim de estabelecer um serviço regular mais eficiente. A integração da empresa com a IMM facilitou a aquisição do dinheiro necessário para poder realizar o projeto. O risco, no entanto, era menor já que os lucros da White Star estavam aumentando, tendo excedido um milhão de libras pela primeira vez em 1910.

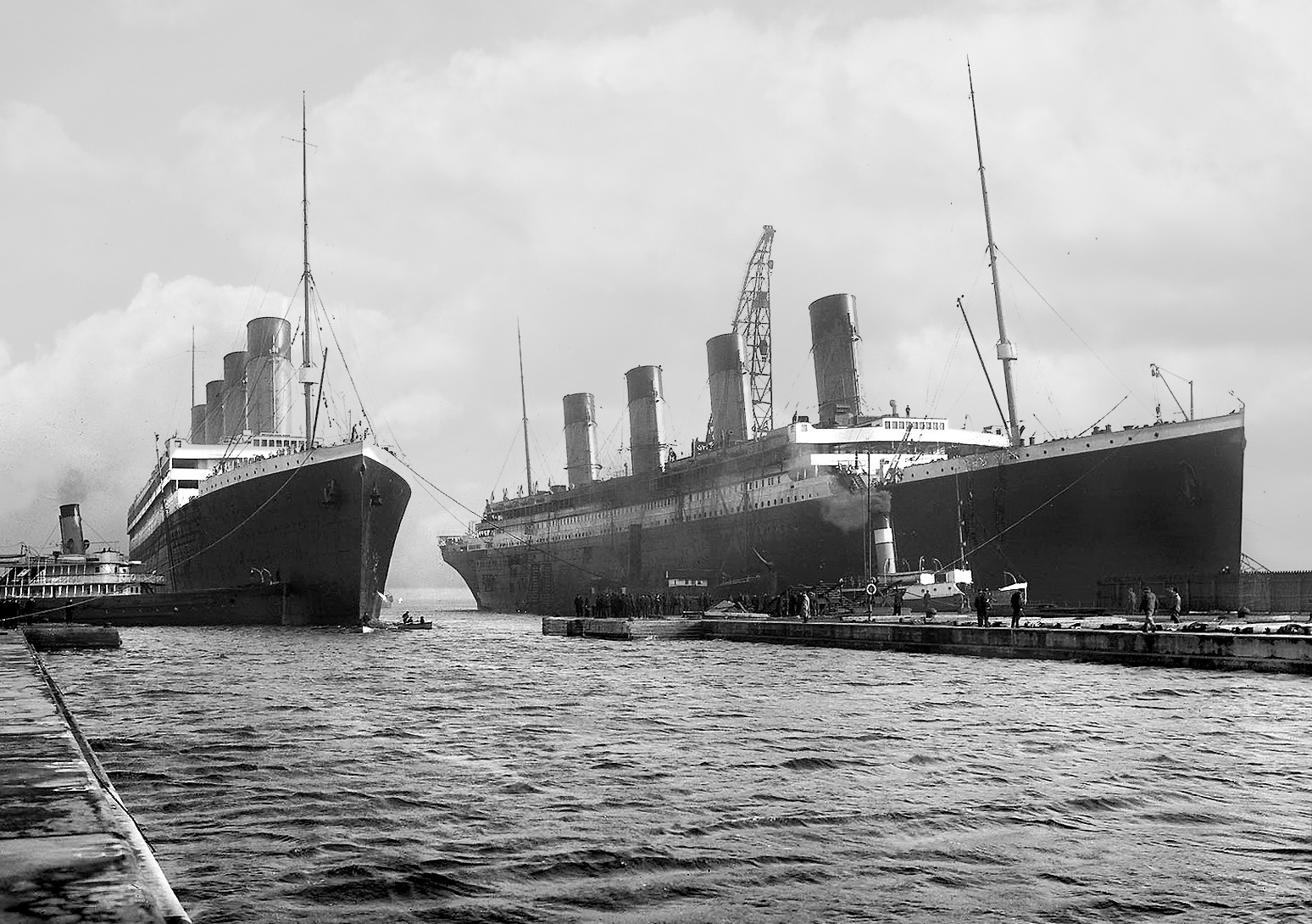
O Olympic e o Titanic, os primeiros dois navios da Classe Olympic.

A construção da nova Classe Olympic se iniciou em 1908 na Harland and Wolff, com os dois primeiros navios sendo construídos lado a lado. Entretanto, enquanto isso, a White Star continuou a diversificar suas atividades. A transferência para Southampton levou uma guerra de preços com a Cunard, com as duas reduzindo drasticamente o preço dos bilhetes para a terceira classe. Foi neste momento que a Conferência do Atlântico Norte foi criada a fim de regular tarifas e cruzamentos de acordo com a demanda. Esta instituição gradualmente tornou-se muito poderosa. A White Star recuperou em 1908 mais algumas rotas da Dominion, desta vez para o Canadá. A empresa comprou dois navios da Dominion que ainda estavam em construção, que se tornaram o SS Laurentic e o SS Megantic. Estes dois também serviram de testes para o sistema de propulsão que seria empregado na Classe Olympic.
O RMS Olympic entrou em serviço em junho de 1911, tornando-se um enorme sucesso para a empresa e o maior navio do mundo até então. A White Star rapidamente confirmou a encomenda da terceira embarcação, originalmente chamada de Gigantic. Os três navios custaram um total de 4,5 milhões de libras esterlinas em valores da época. O sucesso do Olympic foi logo perturbado em setembro de 1911, quando ele foi gravemente danificado após colidir com o cruzador HMS Hawke da Marinha Real Britânica perto de Southampton, forçando a retornar para o estaleiro e adiando a estreia da segunda embarcação da classe, o RMS Titanic.
O Titanic finalmente realizou sua viagem inaugural em abril de 1912, porém colidiu com um iceberg no meio do Atlântico Norte e afundou, causando a morte de aproximadamente 1 500 pessoas, incluindo algumas celebridades da época. O impacto do naufrágio na opinião popular foi enorme, especialmente no que dizia respeito a Ismay, que sobreviveu mas foi particularmente atacado e condenado pela imprensa da época, porém as comissões de inquérito britânica e norte-americana não encontraram nenhuma conduta ilegal ou incriminatória de sua parte. Ele rapidamente deixou a presidência da IMM, algo que já planejava fazer em 1913 para poder se focar apenas na White Star. Entretanto, isso não foi o suficiente para aplacar os acionistas, que o forçaram para fora da presidência da empresa de sua própria família. Ismay foi substituído nos dois cargos por Sanderson, porém este logo foi tirado da liderança da IMM em favor de Philip Franklin, no entanto permaneceu presidente da White Star.
Do ponto de vista comercial, o naufrágio do Titanic provocou uma perda de confiança do público em grandes navios transatlânticos. Nessa época o Olympic foi vítima de uma greve de foguistas ainda em abril de 1912, reivindicando maior segurança a bordo. O navio foi tirado do serviço e rapidamente equipado com maiores medidas de segurança, incluindo botes salva vidas para todos a bordo, retornando em 1913. O Olympic não muito depois conseguiu reconquistar a confiança dos passageiros. Apesar da grande desconfiança, o ano de 1913 teve um recorde no número de passageiros: das 2,6 milhões de pessoas que cruzaram o Atlântico, 191 838 o fizeram em embarcações da White Star, enquanto 199. 749 preferiram a Cunard. Enquanto isso, a construção do Gigantic foi temporariamente paralisada para que seu projeto fosse alterado levando em conta as recomendações das comissões de inquérito sobre o Titanic. Seu nome também foi alterado para Britannic e seu comissionamento adiado para 1914.

### Guerra e reparações
Quando a Primeira Guerra Mundial começou em julho de 1914, a frota da White Star consistia em 35 navios. Todas essas embarcações foram, de uma forma ou de outra, requisitadas para o esforço de guerra, sendo comissionadas para a Marinha Real como parte do Decreto de Requisição de Transatlântico. Sob todas essas condições, as perdas para a companhia foram enormes. A linha de Southampton foi desde o início paralisada a fim evitar perdas, sendo mantida apenas a rota Liverpool–Nova Iorque, inicialmente servida pelo Baltic e Adriatic. Outros dois navios emprestados da Red Star Line foram rapidamente adicionados: o SS Zeeland e o SS Vaderland.
Não muito depois, o Oceanic, Teutonic, Celtic e Cedric foram convertidos em cruzadores auxiliares e designados para o 10º Esquadrão de Cruzadores da marinha. O Majestic por sua vez não fez parte do confronto, tendo sido vendido para desmontagem alguns meses antes do início da guerra. A primeira perda material da White Star foi o Oceanic, que encalhou em rochas no dia 8 de setembro de 1914 perto da costa da Escócia e foi considerado uma perda total.

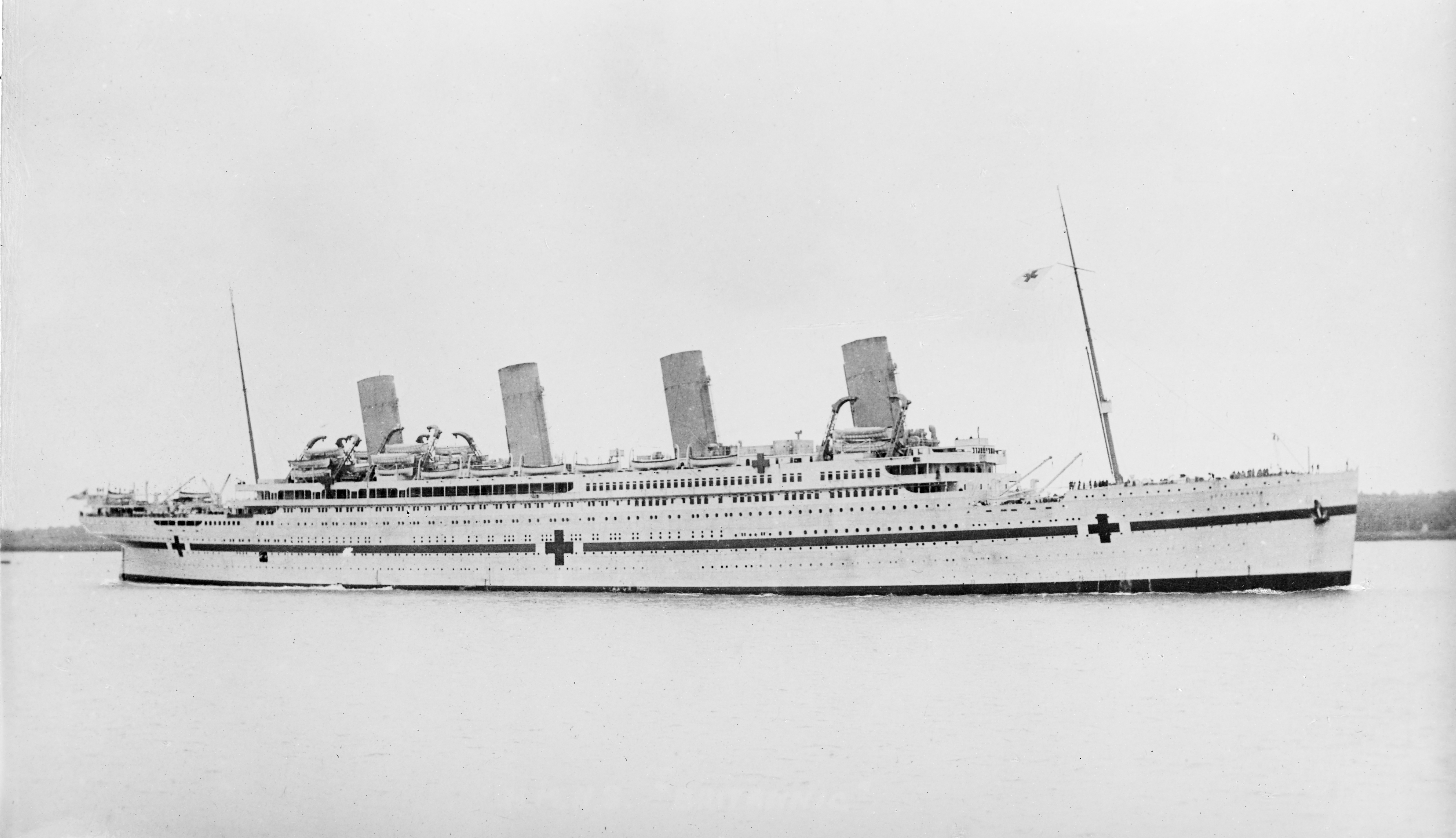
O Britannic, o terceiro navio da Classe Olympic e a maior perda sofrida pela White Star durante a Primeira Guerra Mundial.

A White Star sofreu uma nova perda na guerra em 19 de agosto de 1915, quando o SS Arabic foi torpedeado ao sul da Irlanda por um u-boot alemão enquanto fazia um cruzamento comercial. O fato de que 25 passageiros norte-americanos estarem a bordo contribuiu, junto com o afundamento do Lusitania da Cunard em maio, a deixar a opinião pública dos Estados Unidos em favor da entrada do país na guerra. O SS Cymric sofreu um destino igual em 9 de maio de 1916 enquanto carregava carga.
À medida que o conflito prosseguiu, os navios da empresa passaram a ser requisitados para o transporte de tropas pelo Mediterrâneo e depois pelo Atlântico. Este foi o caso do Olympic, que transportou milhares de soldados até 1919, inclusive chegando a afundar um submarino inimigo, tornando-se a única embarcação comercial a afundar um u-boot durante a guerra. O Britannic por sua vez foi convertido em um navio hospital e afundou no Mar Egeu em 21 de novembro de 1916, provavelmente depois de ter batido em uma mina aquática, sem nunca ter realizado uma viagem comercial. Outras perdas incluíram o Laurentic, que transportava barras de ouro para o Canadá, além dos cargueiros SS Georgic, que transportava cavalos e mercadorias para a França, como também o Vaderland (renomeado Southland), o SS Afric, o SS Persic e o SS Delphic. Outra grande perda foi o SS Justicia, uma embarcação que originalmente pertencia a Holland America Line e fora fretado pela White Star como transporte de tropas.
Alguns dos navios mobilizados pela White Star ainda estavam em construção na época em que a guerra começou, tendo sido enviados para a batalha inacabados e foram concluídos apenas ao final do conflito. Este foi o caso do SS Belgic e do SS Vedic. No total, a empresa perdeu dez embarcações. Sua frota transportou ao todo quase 550 mil soldados e quatro milhões de toneladas de mercadorias, enquanto aproximadamente 325 de seus oficiais, engenheiros, comissários e médicos foram condecorados por suas realizações na guerra. Com o fim do confronto, os navios ainda precisaram serem reabilitados e restaurados para poderem retornaram para o serviço comercial.
A White Star estava em uma situação difícil depois do final da guerra. De seus três navios da Classe Olympic, restava apenas o Olympic. Entretanto, era necessário que a embarcação passasse por uma grande reforma antes de retornar ao serviço civil. As perdas de navios em outras empresas também foram grandes. No futuro próximo, era necessário restabelecer o mais rápido possível algumas atividades comerciais. Os Big Four retornaram para o serviço em Liverpool com a ajuda do SS Lapland da Red Star, além do USS Mobile, um navio originalmente alemão que fora tomado pelos Estados Unidos e foi fretado pela White Star para alguns cruzamentos. O SS Cretic e o SS Canopic retornaram para a rota mediterrânea em julho de 1919. O Lapland e o Adriatic reabriram a rota de Southampton em setembro. O Olympic substituiu o Lapland a partir de 1920 depois de passar por uma grande reforma, que incluiu uma conversão de carvão para combustível, que era muito mais barato.
A empresa não foi capaz de compensar suas perdas na guerra, mesmo tendo conseguido restabelecer seu serviço comercial regular. O que a diretoria decidiu fazer foi comprar o maior número de embarcações de segunda mão possível e, às vezes, emprestá-las para outras companhias que também faziam parte da IMM. A White Star também comprou dois navios de carga financiados pelo governo britânico imediatamente após o fim da guerra, o SS War Argus e o SS War Priam, que foram renomeados de SS Gallic e o SS Bardic. A empresa também comprou em 1920 o SS Haverford da American Line, além do SS Poland da Red Line em 1922.

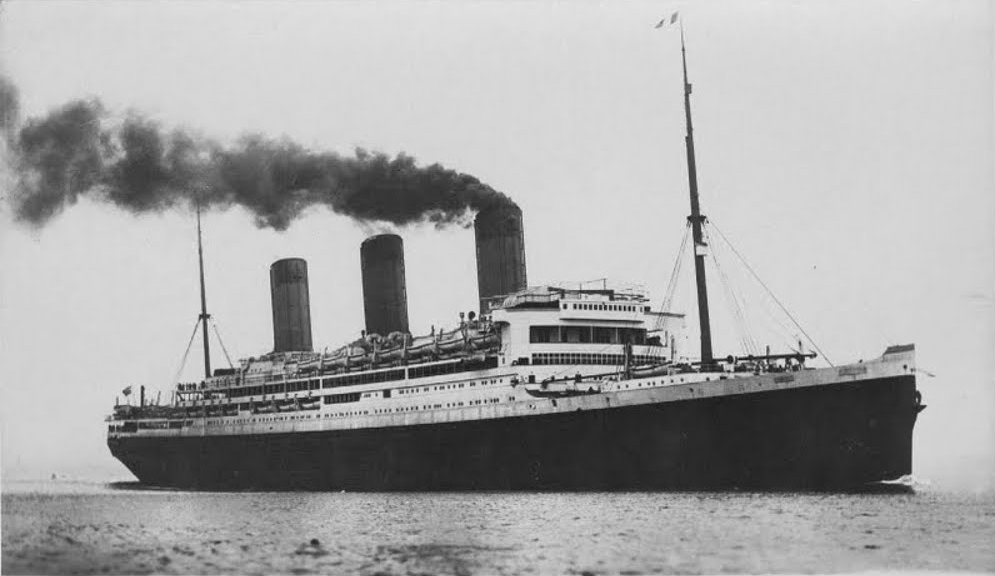
O alemão Bismarck foi entregue a White Star como reparação pela perda do Britannic, sendo renomeado como Majestic.

Finalmente, a White Star recebeu a partir do começo da década de 1920 vários navios alemães tomados como reparação de guerra. O Berlin virou o SS Arabic, o Columbus foi renomeado para RMS Homeric, enquanto o Bismarck se transformou no RMS Majestic. Estes dois últimos juntaram-se ao Olympic na linha de Southampton, com o Majestic também sendo o maior navio do mundo na época. Com essa nova frota, a White Star conseguiu tirar proveito do fluxo pós-guerra, nomeadamente conduzindo imigrantes entre a Alemanha e o Canadá a bordo do Vedic e do Poland, que depois foram substituídos pelo Canopic e SS Pittsburgh (outro navio temporariamente transferido da American Line) e mais para frente pelo Arabic.
A situação da IMM ficou precária ao final da guerra, com seu presidente Philip Franklin vendo uma exclusão gradual das companhias britânicas dos negócios. Na verdade, a presença dessas empresas e seus navios privou o truste de vários subsídios proporcionados pelo governo norte-americano. Nessa época, lorde William Pirrie, 1.º Visconde Pirrie, e lorde Owen Philipps, 1.º Barão Kylsant, ofereceram 27 milhões de libras para recuperarem todas as companhias britânicas parte da IMM. Entretanto, o presidente Woodrow Wilson dos Estados Unidos vetou o negócio no último minuto. A IMM ficou em uma posição ainda mais delicada quando White Star assinou por conta própria um acordo com a Junta Comercial britânica afirmando que não deveria ser considerada propriedade estrangeira. Sob este acordo, todos os membros da diretoria da companhia deveriam ser aprovados pela Junta Comercial, criando assim uma situação particularmente complexa.
Foi nessas condições que a White Star foi restabelecendo suas operações nos anos pós-guerra. O SS Doric entrou em serviço em 1923, um dos poucos navios novos entregues à empresa pelos estaleiros da Harland and Wolff na década de 1920. A embarcação foi designada oficialmente para um serviço conjunto entre a White Star e a Dominion para o Canadá. Ele foi acompanhado pelo SS Regina, um típico navio da IMM: a embarcação era originalmente propriedade da Leyland, porém foi operada pela Dominion até que a White Star absorveu a empresa em 1925. O Regina terminou sua carreira sob a Red Star. Também em 1923, a White Star e sua rival Cunard entraram em um acordo para se alternarem nas partidas no inverno, dessa forma colocando menos navios em serviço em uma temporada menos rentável.
Os Estados Unidos em meados da década de 1920 reduziram drasticamente a quota de imigrantes aceita em seus portos. Isso fez com que a terceira classe dos navios da época ficassem cada vez mais subutilizadas. Dessa forma, a partir de 1925, a Conferência do Atlântico Norte passou a reconhecer a existência da classe "turística" e da classe "cabine". A primeira era um meio termo entre a segunda e terceira classes, oferecendo aos passageiros com pouco dinheiro um maior conforto do que o oferecido anteriormente a imigrantes, porém por preços ligeiramente mais altos. A classe cabine destinava-se a embarcações mais lentas, oferecendo um conforto semelhante à primeira classe, porém com um preço mais baixo. A classe turística acabou substituindo por completo a segunda classe e permitiu que pessoas menores favorecidas viajassem em boas condições. Um artigo do The New York Times da época exclamou que este era o fim do "sistema de castas" a bordo de navios comerciais.
Se os serviços transatlânticos da White Star permaneceram em boa forma na década de 1920 (a empresa foi a que transportou a maior média de passageiros em 1929), este não foi o caso de seus outros serviços, com a linha australiana especialmente enfrentando dificuldades. Enquanto isso, as relações com a IMM ficaram cada vez piores e o truste anunciou novamente em 1925 que queria se separar de suas subsidiárias não americanas. A venda foi oferecida inicialmente ao grupo britânico Furness Withy pelo preço insignificante de sete milhões de libras. O negócio aparentemente parecia que seria fechado, porém logo acabou ruindo.

### Kylsant e fim da empresa

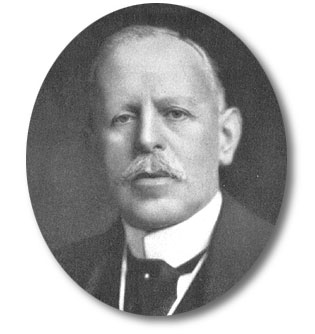
A White Star foi comprada em 1927 por Lorde Kylsant, que ficou à frente da maior frota mercante do mundo.

Foi nesse contexto que Kylsant, dono de diversas empresas de transporte marítimo, interveio novamente. Ele estava à frente da Harland and Wolff desde a morte de Pirrie em 1924, com a White Star lhe interessando particularmente. A empresa continuou até a década de 1920 a encomendar seus navios com o estaleiro de acordo com certas especificações, dando carta branca para os construtores encontrarem os melhores materiais e técnicas. Os estaleiros eram pagos com o preço do navio mais uma porcentagem. Tal prática entre as duas empresas era aplicada desde a época dos Ismay. Entretanto, em 1925 a White Star decidiu encerrar esse processo e encomendar o SS Laurentic sob um preço fixo. Esta mudança deixou Kylsant preocupado sobre o futuro das relações entre as duas companhias. Assim, ele anunciou em novembro de 1926 a compra da White Star pelo valor de quase oito milhões de libras esterlinas. A venda entrou em vigor no dia 1 de janeiro do ano seguinte, fazendo de Kylsant o dono da maior frota mercante do mundo através de seu conglomerado Royal Mail Steam Packet Company (RMSPC). A IMM continuou a gerir uma quota de agências norte-americanas da White Star.
O império de Kylsant, entretanto, tinha uma frota envelhecida e que precisava ser substituída, enquanto um bom número de companhias passava por dificuldades financeiras. Kylsant aproveitou sua nova aquisição a fim de reorganizar toda sua frota: ele decidiu dar a White Star o monopólio da linha de Southampton para a América do Norte e, dessa forma, passou dois navios da RMSPC para que servissem nesse rota, que tornaram-se o SS Albertic e o SS Calgaric e foram designados para servirem o Canadá ao lado do Laurentic. Kylsant também assumiu a presidência da White Star, porém manteve Sanderson como seu assistente. Ele procurou fortalecer a empresa em seus serviços para a Austrália, para isso comprando por 994 mil libras as ações de sir John Ellerman da Shaw, Savill & Albion. Seguiu-se a compra e absorvição da Commonwealth Line. Esses negócios mostraram-se mal sucedidos, já que a linha australiana sofria na época de um excesso de navios e as esperanças de Kylsant no "futuro da Austrália" mostraram-se erradas. Nesse contexto ele também lançou um novo programa de construção junto com a Harland and Wolff com o objetivo de construir uma embarcação de mais de trezentos metros de comprimento e velocidade de trinta nós, navio rapidamente proposto com o nome de RMMV Oceanic.

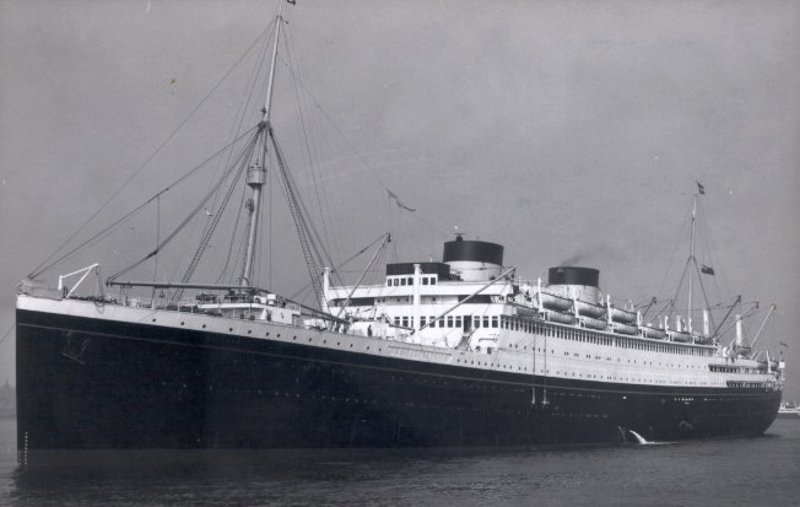
O Britannic, o penúltimo navio da White Star a ser lançado e o último da empresa a ser retirado de serviço.

O anúncio da construção do Oceanic logo deu lugar ao desapontamento. Os trabalhos de construção da quilha foram interrompidos em 1929 sob o pretexto de se estudar qual unidade de propulsão seria a mais adequada. Entretanto, eles nunca foram retomados e a quilha acabou por ser desmontada para que seu aço pudesse ser utilizado na construção de outras embarcações. A Grande Depressão colocou um fim no projeto. Ao mesmo tempo, a Cunard encontrava-se em situação semelhante e precisou paralisar a construção de seu RMS Queen Mary pela falta de dinheiro. A situação da White Star era, no entanto, muito pior. Kylsant, desde que adquiriu a empresa, usou as receitas da White Star em favor de todo o resto da RMSPC na espera de uma melhoria na situação financeira mundial. Além disso, os dividendos declarados pela companhia estavam em declínio constante, fazendo Sanderson deixar a diretoria. Piorando a situação ainda mais estava os repetidos pedidos do Tesouro britânico pelo reembolso de empréstimos e o fato de Kylsant ter sido condenado e preso em 1931 por ter falsificado documentos da RMSPC.
A White Star precisou limitar suas despesas sob o contexto de crise financeira. Os navios mais antigos foram vendidos, enquanto muitos cruzamentos e linhas foram canceladas ou abolidas por completo devido ao grande declínio no número de passageiros. De 172 mil cruzamentos que todas as embarcações da empresa realizaram em 1928, este número caiu para quase 158 mil no ano seguinte. Vários navios, incluindo o Majestic e o Olympic, foram empregados como cruzeiros durante seus períodos de inatividade em uma tentativa de limitar suas perdas. O MV Britannic entrou em serviço em 1930, adaptando-se muito bem às novas circunstâncias por ser mais lento e, dessa forma, mais rentável como cruzeiro do que na linha transatlântica de Southampton. Ele imediatamente tornou-se o navio mais rentável da White Star, com seu irmão MV Georgic estreando em 1932.
A situação mesmo assim continuou desfavorável e a empresa registrou em 1930 o primeiro déficit de sua história desde a aquisição de Thomas Ismay no século anterior. Kylsant deixou a RMSPC em vista de sua condenação e seu império ficou em estado de dilapidação. Os bancos assumiram o papel de tentar manter o maior número possível de frotas vivas de acordo com suas performances. A operação começou em 1932, sendo a mais complexa desvinculação de ligações unindo companhias na história britânica até então. Nessa época outro golpe atingiu a White Star: o governo australiano pediu pelo reembolso de um milhão de libras como resultado das compras feitas por Kylsant. Como a empresa não foi capaz de realizar o pagamento, seus navios na linha australiana foram comprados em 1933 para a Aberdeen & Commonwealth Line. O preço das vendas foi particularmente baixo, sendo mais uma situação de perda para a White Star, cuja situação financeira ficou ainda mais precária.
Parecia que a White Star seria forçada a declarar falência, porém nessa mesma época começaram discussões sobre uma fusão com Cunard, que também estava passando por dificuldades. Paralelo a isso, Bruce Ismay, vinte anos depois de sua expulsão, decidiu tentar participar do resgate da companhia ao propor junto ao governo britânico a criação de uma nova empresa que operaria e construiria navios semelhantes ao Britannic e ao Georgic. Sua ideia não foi para frente e ele morreu em 1937 sem poder fazer mais nada. Os navios mais antigos da White Star foram sendo desmontados no começo da década de 1930, incluindo os Big Four, com a exceção do Adriatic.

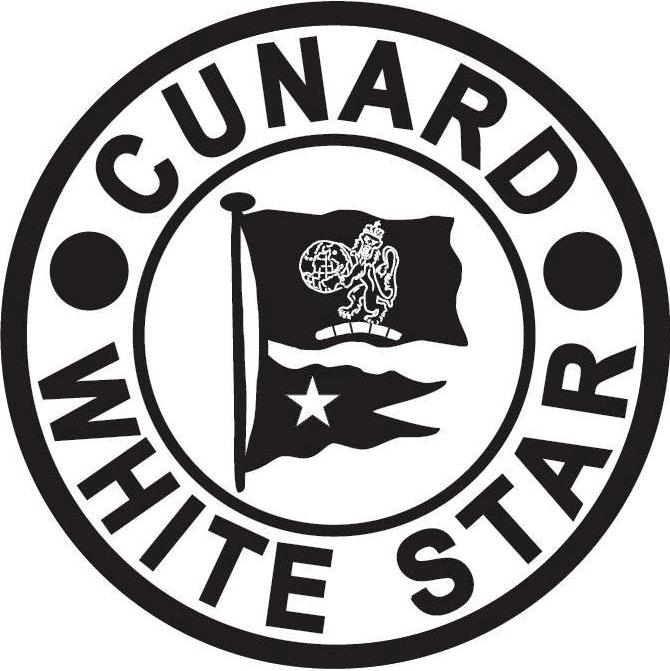
Logo da Cunard-White Star, criada após a fusão das duas companhias.

A fusão da Cunard com a White Star continuou a parecer a melhor opção. O gatilho para o fechamento do negócio foi a sugestão de Neville Chamberlain, o Chanceler do Tesouro, de que, caso a fusão realmente ocorresse, o governo britânico iria ajudar a nova empresa a finalizar o Queen Mary. Esta união também preservaria o domínio britânico no setor marítimo. A situação comercial transatlântica era preocupante: dos mais de um milhão de passageiros que realizaram a travessia em 1930, esse número caiu para 460 mil em 1934. O Olympic tinha uma média de 920 passageiros por cruzeiro na década de 1920, porém teve apenas 234 em uma travessia de 1934. Assim foi votado o Decreto de Navegação do Atlântico Norte de 1934, dando um capital de 9,5 milhões de libras para a nova empresa, na qual a Cunard manteve 62% do total de ações enquanto a White Star ficou com os restantes 38%.
A fusão efetivamente ocorreu no dia 10 de maio de 1934, resultando na criação da Cunard-White Star Line. As duas frotas foram unidas, com a Cunard contribuindo com um maior número de navios. A White Star forneceu o Britannic, Georgic, Majestic, Olympic, Homeric, Adriatic, Albertic, Laurentic, Doric e Calgaric, este último já tirado do serviço e aguardando desmontagem. Entretanto, a frota resultante era muito grande, fazendo com que várias das embarcações fossem descomissionadas e colocadas para desmontagem pouco depois. Após 1936, dos navios da White Star, restaram apenas o Britannic, Georgic e Laurentic, este último não sendo usado no serviço comercial, mas sim emprestado para o governo britânico para fins militares.
Os navios da Cunard-White Star passaram a hastear as bandeiras das duas empresas, porém com a Cunard em maior destaque por ser a companhia de maior porcentagem na união. A White Star foi oficialmente dissolvida em 1939, enquanto a White Star Line Ltd., empresa originalmente criada por Kylsant, desapareceu por causa de suas dívidas. A participação de 38% da White Star foi repassada para a Oceanic Steam Navigation Realization Company. Os três navios restantes da White Star se envolveram na Segunda Guerra Mundial: o Britannic saiu intacto, o Laurentic foi torpedeado e afundou, enquanto o Georgic foi bombardeado e naufragado, porém acabou sendo resgatado. A Cunard ofereceu em 1947 duas libras esterlinas por cada ação da White Star, e em 31 de dezembro de 1949 as atividades da Cunard-White Star foram todas reatribuídas para a Cunard, que voltou a assumir seu nome original. As bandeiras da White Star continuaram a ser hasteadas pelo Britannic e Georgic. O segundo foi aposentado e desmontado em 1956, enquanto o primeiro continuou em serviço até 1960, com sua aposentadoria e desmontagem marcando o fim das embarcações da White Star nos mares.
A última embarcação sobrevivente da White Star é o SS Nomadic, uma balsa construída na década de 1910 a fim de transportar passageiros do porto de Cherbourg na França para seus grandes navios. O Nomadic foi renovado na década de 2010 e está em exibição pública em Belfast desde 2013.

## Navios

### Passageiros

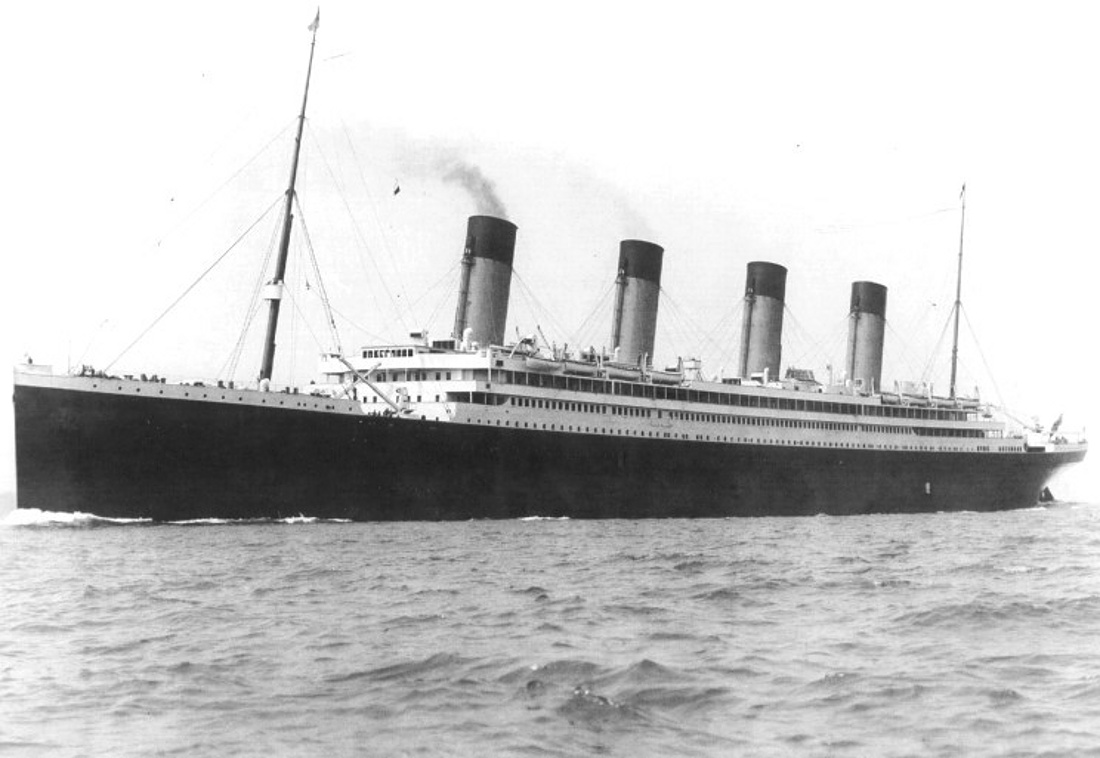
O Olympic, construído com o objetivo de exceder em luxo em vez de velocidade.

Detalhar a frota de veleiros da White Star, especialmente no período anterior aos Ismay, é uma tarefa quase impossível, uma vez que os navios são numerosos e muitas vezes foram fretados por apenas algumas travessias. A frota de veleiros da empresa nunca foi estudada em profundidade e permanece em sua maior parte desconhecida. No entanto, vários veleiros se destacam além do Tayleur, conhecido por seu naufrágio, como por exemplo o Red Jacket, White Star, Blue Jacket e Shalimar. As características e amenidades destes navios são, entretanto, desconhecidas. A White Star nessa época também fretou dois navios a vapor, o Royal Standard e o Sirius, porém nunca chegou a operar o segundo. O tamanho e velocidade dessas embarcações eram modestos para as ofertas de viagens para a Austrália, principalmente para muitos imigrantes e alguns passageiros de primeira classe.
A política de construção de navios da White Star mudou completamente com a chegada da família Ismay, algo particularmente ilustrado pelas relações privilegiadas que a empresa gozava com os estaleiros da Harland and Wolff, que construíram praticamente todas as embarcações da nova empresa até o fusão com a Cunard. Foi assim que surgiram os navios da Classe Oceanic, que transportavam seus passageiros de maneira mais confortável do que em outras embarcações, chegando a instalar os passageiros mais abastados na parte central para que dessa forma sofressem menos com o balanço. A White Star dos Ismay operou em seus primeiros anos navios de velocidade recorde, com muitos tendo conquistado a Flâmula Azul, incluindo o Adriatic, Britannic, Germanic, Majestic e Teutonic. Mesmo assim, uma das últimas decisões que Thomas Ismay tomou em vida foi uma mudança radical de filosofia. Já que a briga por velocidade era considerada muito dispendiosa, foi decidido deixar que as empresas rivais competissem nesse quesito, enquanto a White Star focaria sua atenção em conforto e regularidade.
Esta técnica foi implementada pela primeira vez nos Big Four, que eram capazes de transportar muitos imigrantes e ofereciam aos passageiros um conforto até então sem igual, ao mesmo tempo que reduziam drasticamente a velocidade das travessias, que eram comparáveis a navios de trinta anos antes. As economias de combustível alcançadas foram grandes e isso incentivou a empresa a continuar com essa filosofia. Dessa forma, os navios da Classe Olympic também não visavam enfrentar seus oponentes no campo da velocidade, mas excediam no tamanho e luxo de suas instalações. O naufrágio do Titanic e as perdas sofridas na Primeira Guerra Mundial alteraram os planos da White Star para a década de 1920, com seu serviço transatlântico ficando composto pelo Olympic e duas embarcações alemãs tomadas como reparação de guerra, o Homeric e o Majestic. Isso causou um grande problema para a empresa, já que seus navios não tinham a mesma velocidade ou tamanho, o que acabou prejudicando sua regularidade.
A White Star continuou presente na corrida pelo tamanho: dois de seus navios, o Oceanic e o Celtic, foram os primeiros a quebrar os recordes de comprimento e tonelagem estabelecidos cinco décadas antes pelo Great Eastern. Com a exceção do Adriatic, os Big Four foram sucessivamente os maiores navios da história. Este título depois ficou também com o Olympic e o Titanic. Por fim, o Majestic foi o maior navio do mundo desde seu comissionamento em 1922 até a estreia do francês SS Normandie em 1935.

### Carga e gado

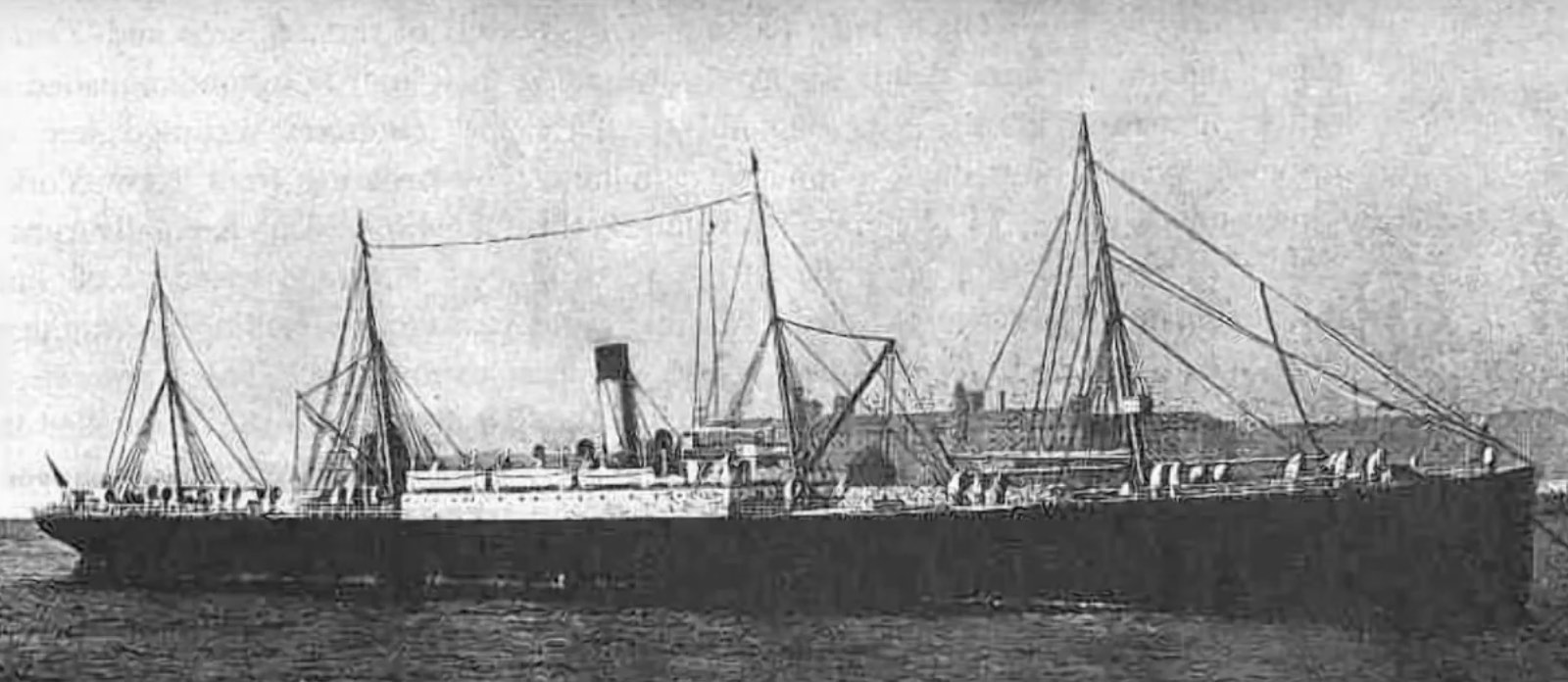
O Bovic, um de oito transportadores de gado construídos para a White Star.

Apesar da White Star ser mais conhecida pelos seus grandes navios de passageiros, ela também operava navios de transporte de carga desde a época da retomada promovida por Thomas Ismay. Essas embarcações eram inicialmente mistas, projetadas principalmente para o transporte de mercadorias, mas também sendo capaz de transportar alguns passageiros de primeira classe geralmente em algumas rotas menos servidas. Este foi o caso do Asiatic, Tropic, Gaelic e Belgic, que a empresa colocou em rotas para Suez e América do Sul. Outros navios do mesmo tipo foram projetados para o transporte apenas de mercadorias, mas podiam ser facilmente substituídos por imigrantes caso necessário, navegando principalmente pela década de 1880 em rotas que atendiam a Nova Zelândia. Dentre essas embarcações estavam o Coptic, o primeiro Arabic e o primeiro Ionic.
Com a Classe Jubileu e a Classe Athenic, que entraram em serviço entre 1899 e 1903, a White Star adquiriu novos navios que ficaram muito populares, ainda vinculados com a Nova Zelândia, mas neste momento também para a Austrália. Estes era mais eficientes que seus predecessores e chegaram a servir até a década de 1930. Outras embarcações foram adicionadas por meio da Leyland Line depois da White Star ter entrado na IMM, com o SS Victorian e o SS Armenian proporcionando um serviço transatlântico. Depois destes houve mais dois navios adquiridos da Leyland, renomados de Cufic e um segundo SS Tropic. A empresa deixou de encomendar navios de carga a partir da década de 1910, com seus navios de passageiros podendo geralmente transportar uma boa quantidade de mercadorias e outros itens. A White Star mesmo assim recebeu dois cargueiros após a Primeira Guerra, com um terceiro chegando em 1925: o Bardic, Gallic e Delphic, que serviram na linha australiana.
A White Star também se distinguiu em meados das décadas de 1880 e 1890 pelo transporte transatlântico de gado vivo. Oito navios foram construídos entre 1888 e 1895 especialmente para essa função: o Cufic, Runic, o primeiro Nomadic, Tauric, Bovic, Naronic, Cevic e o primeiro Georgic. Este tipo de transporte mostrou-se requisitado e muito rentável. A importância desse serviço foi tal que o Georgic foi o maior navio de transporte de gado construído no mundo até então. Este título foi não muito tempo depois superado pelo Cymric, que inicialmente alternava entre travessias de transporte de gado e de passageiros. Esta prática passou uma imagem ruim sobre as condições de transporte de imigrantes e assim foi rapidamente abandonada, com o Cymric sendo usado apenas como um navio de passageiros.

### Naufrágios

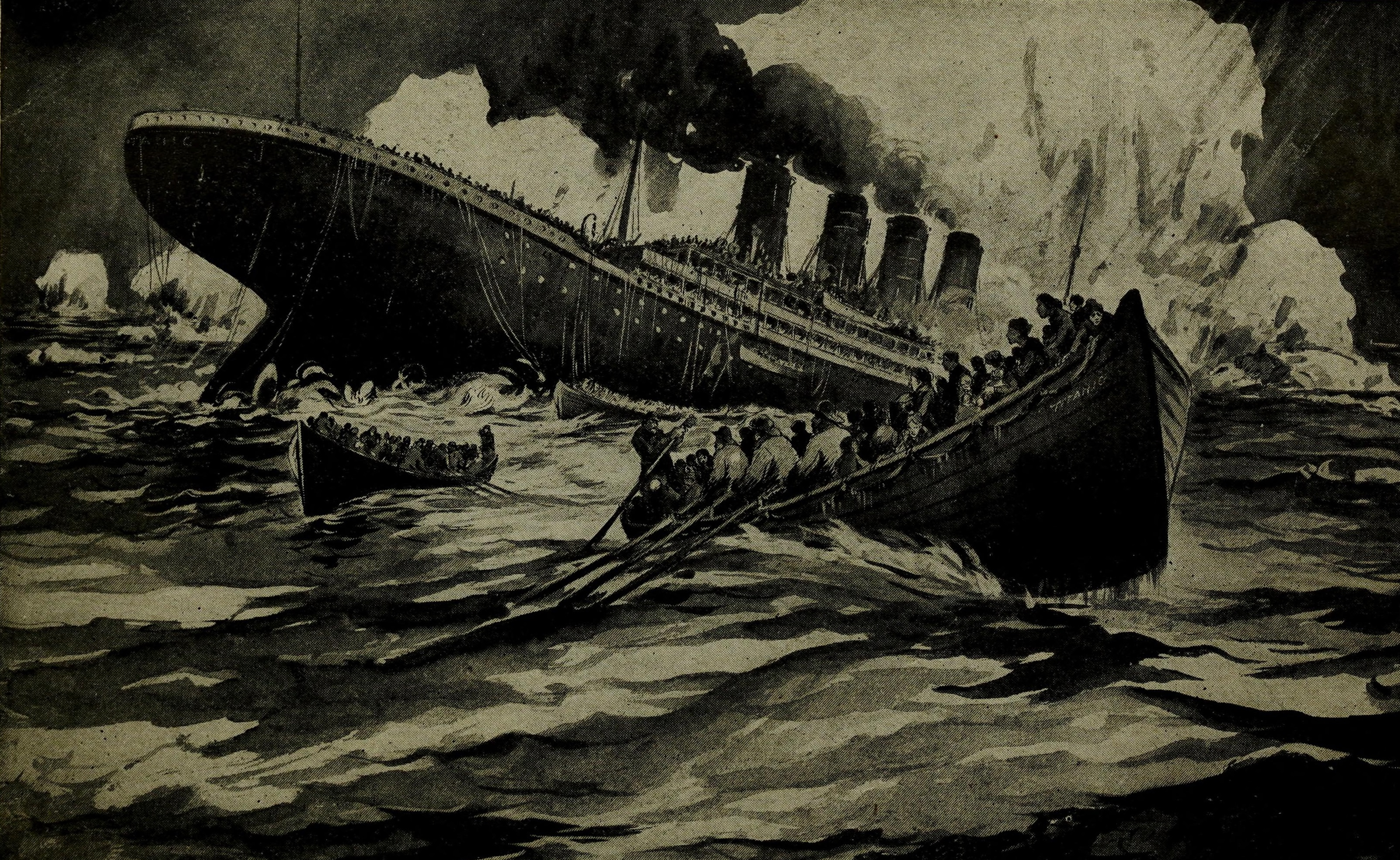
Imagem Ilustração contemporânea do Naufrágio do RMS Titanic, o mais conhecido e letal da White Star Line.

Diferentemente de sua rival Cunard, que afirmava nunca ter perdido um único navio de passageiros em tempos de paz, a história da White Star foi marcada por vários desastres marítimos de grande magnitude. Mesmo antes da chegada dos Ismay, o Tayleur foi o primeiro naufrágio letal da empresa, embora ela não tenha sido responsabilizada pelo incidente. O navio tinha a intenção de ser seu carro-chefe, com o desastre ocorrendo em sua viagem inaugural acrescentando um golpe ainda maior para a empresa recém criada. O início da nova White Star sob Thomas Ismay também foi marcado por outro desastre que mostrou-se o mais letal da história marítima até então, o do Atlantic em 1873. Desta vez, a responsabilidade da companhia é questionada claramente; demorou vários anos para que a White Star fosse inocentada de qualquer culpa. O impacto financeiro do naufrágio foi mesmo assim alto, o que forçou a empresa a vender o Tropic e o Asiatic para poder compensar o dano em suas finanças.
A White Star foi vítima em 1893 de um incidente particularmente misterioso: o transportador de gado Naronic desapareceu sem deixar rastros durante seu décimo terceiro cruzamento. Os únicos vestígios encontrados foram um bote salva-vidas vazio e mensagens dentro de garrafas, porém a veracidade destas é questionável. Os motivos do desaparecimento nunca ficaram claros, com várias hipóteses chegando surgindo. Não foram levantadas questões sobre as responsabilidades da White Star ou da fabricante Harland and Wolff: testes realizados em seu irmão Bovic mostraram que as embarcações não tinham falhas de projeto. O segundo Republic sofreu em 1909 um naufrágio particularmente espetacular: ele colidiu com outro navio, matando cinco pessoas no impacto. Todavia, seus compartimentos a prova d'água mantiveram a embarcação flutuando por 38 horas, com o operador de rádio Jack Binns tornando-se um herói ao conseguir pedir o socorro do Baltic. O incidente ecoou fortemente na opinião pública, fortalecendo a confiança do povo nos navios da empresa.
O naufrágio mais notório e letal da história da White Star ocorreu três anos depois em 1912, quando o Titanic afundou em sua viagem inaugural e tirou a vida de aproximadamente 1500 pessoas. A empresa foi isentada de qualquer culpa no desastre pelas comissões de inquérito, que em vez disso questionaram as práticas e escolhas de projeto em comum de todas as companhias de transporte marítimo. O Titanic mesmo assim colocou a opinião pública contra a White Star e levou a expulsão de Bruce Ismay de sua presidência, já que a imprensa da época considerou sua sobrevivência algo vergonhoso, porém a empresa não continuou a ser culpada a longo prazo.
Além desses naufrágios, a White Star também teve sua quota de outros incidentes não letais, como colisões, encalhamentos e incêndios. Ela também sofreu muito com a Primeira Guerra Mundial, em que perdeu muitos de seus navios mais antigos, mas especialmente transatlânticos mais novos e bem sucedidos como o segundo Oceanic, o Laurentic e o segundo Britannic, que afundou sem nunca ter completado um cruzamento comercial.